# Transporte urbano de Burgos
El Transporte urbano de Burgos está gestionado en la ciudad de Burgos por el Servicio Municipalizado de Movilidad y Transportes «SMYT», incluyendo el servicio de autobuses urbanos. Es un sistema de gestión pública directa a través de órgano especializado sin personalidad jurídica propia, un modelo que solo existe también en Santander, en lugar de empresa pública, mixta o concesión que es el más extendido. Hasta 2012 respondía a la denominación de Servicio de Accesibilidad, Movilidad y Transportes «SAMYT».
El órgano rector del Servicio es un Consejo de Administración formado por nueve miembros, elegidos por el Pleno del Ayuntamiento a propuesta de los diferentes grupos municipales. De esos nueve consejeros, hasta un máximo de cinco son Concejales; el resto se les denomina consejeros vecinos. El Alcalde designa de entre los Concejales al Presidente del Servicio, que se encarga de dirigir las sesiones, así como de otras funciones administrativas. El Consejo de Administración dispone de la mayor parte de las funciones de dirección. De forma potestativa, puede designarse un Gerente.
Parte de las decisiones tomadas por el Consejo de Administración han de ser ratificadas por el Pleno, como puede ser la modificación de tarifas o la compra de bienes de determinada cuantía; por su parte, la preparación de los procesos selectivos está encomendada a la Sección de Personal del Ayuntamiento.
Anteriormente la sigla del servicio fue SMAUB, o el texto Autobuses Urbanos de Burgos. El logotipo incluía las letras AB, sobre las cuales se situaba el texto autobuses urbanos. Este símbolo formaba parte de la imagen corporativa unificada diseñada para el Ayuntamiento por Alberto Corazón durante el mandato del alcalde Ángel Olivares. Esta tipografía se puede encontrar todavía en uso en algunos de los servicios dependientes.
En el año 2022, el servicio de autobuses cuenta con unas 400 paradas, la mayoría accesibles o en obras de adaptación.

## Historia

### Antecedentes y primeros años de funcionamiento
La ciudad de Burgos contó con varios proyectos de tranvías entre finales del siglo XIX y comienzos del XX, si bien ninguno prosperó. Más adelante, a mediados de la década de los veinte, se presentaron las primeras ofertas para gestionar un servicio de autobuses. La primera concesión fue a Víctor Vázquez, entre 1927 y 1932, si bien antes de esa fecha, se la cedió a Luis Rodríguez. La concesión pasó a manos de Continental-Auto, concesión que duró hasta mediados de los cuarenta, en que suspendió el servicio por constantes problemas derivados de la complicada situación.
A finales de los cuarenta, el Ayuntamiento aprobó un nuevo concurso de concesión, que quedó desierto. En estas circunstancias, se adquirieron los primeros autobuses del Servicio Municipalizado, que fueron Pegaso, modelo Z-401, con carrocería Seida. La primera línea uniría los límites de Burgos y Gamonal con el Hospital del Rey, si bien, el primer día de funcionamiento fue el 1 de noviembre de 1952, haciéndose un servicio especial al cementerio de San José.
Con el paso del tiempo, se fue ofreciendo servicio a las barriadas creadas tras la Guerra Civil (Yagüe, Illera), incrementándose la flota progresivamente. En 1967 tuvo lugar la inauguración de las cocheras de carretera de Poza.

### La modernización del Servicio

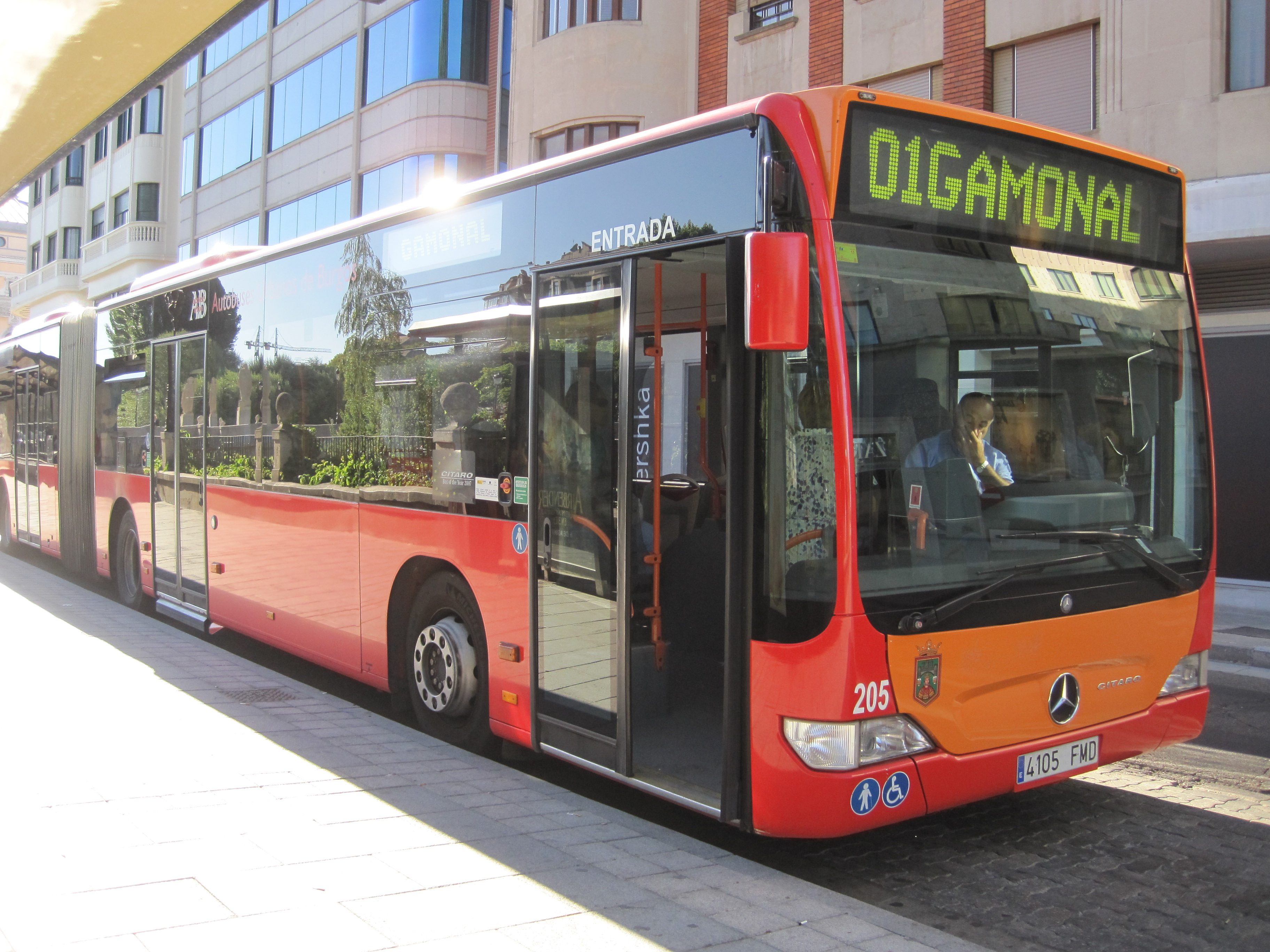
La línea 1, que une el barrio de Gamonal con el centro, es la de mayor ocupación y frecuencias de la ciudad.

Con la llegada de la democracia, se produjeron una serie de cambios. Así, en 1980 se compraron los primeros autobuses articulados, que se destinaron a la línea de Gamonal, y se implantó el bonobús; asimismo, se cambió el color de los vehículos, pasándose de azul a rojo. La adquisición de autobuses articulados continuó en 1982 con los Pegaso 6038-A, un modelo del que solo se fabricaron las cinco unidades que utilizó Burgos, y del que no queda ninguna unidad en la actualidad.
Progresivamente, se fue renovando la flota, suprimiéndose los microbuses y los autobuses medianos (de nueve metros de longitud), cobrando cada vez más importancia los articulados. Con la entrada en el mercado de nuevos fabricantes, se optó por comprar DAF para estándar (y en menor medida para articulados) y AB Volvo para articulados.
El primer autobús de piso bajo fue un DAF con carrocería danesa, presentado en 1993 y que se destinó a una línea para personas con discapacidad, si bien varios años más tarde quedó suspendida. En diciembre de 1996 se presentaron los primeros autobuses de piso bajo para el público general, seis Volvo, carrozados por la gallega Castrosua y la navarra Sunsundegui. 
En junio de 2001, se adquirieron los primeros cinco autobuses de gas natural comprimido. Un año más tarde se presentaron otros cinco, así como la tarjeta monedero para el pago de las tarifas.
Sin duda, la decisión que ha marcado un antes y un después en el Servicio ha sido el polémico contrato de renting, por diez años y sin opción de compra, de doce autobuses articulados y quince estándar. Este contrato incluye el mantenimiento de eso veintisiete autobuses, así como diversos equipamientos electrónicos. El Servicio abona aproximadamente 1,7 millones de euros cada año por este contrato. El concesionario elegido fue la unión temporal de empresas formada por Empresa Monforte, Talleres la Campiña y las burgalesas Javier de Miguel y Autocares Rámila.
Poco antes se instalaron los primeros paneles de información en las paradas y en el interior de los vehículos.
En la actualidad, el Servicio cuenta con sesenta y tres vehículos, de los cuales dieciséis son articulados, cuarenta y cuatro estándar y tres minibuses. De los cuarenta y cuatro estándar, dieciocho están propulsados por gas natural comprimido.
Las últimas líneas creadas son la 25 (Plaza de España-Estación de FF.CC.-Avenida de los Derechos Humanos), en diciembre de 2008; la línea 24 (Plaza de España- Aeropuerto) en julio de 2008 (esta línea actualmente no está en servicio) y la línea 22 (Bulevar-Hospital Universitario de Burgos (HUBU) que comenzó el 29 de abril de 2012 y que más tarde tuvo una destacable modificación del final de línea inicial ampliándolo desde la calle Juan Ramón Jiménez hasta el actual final de línea en el Hospital Universitario de Burgos.
En el año 2007, Autobuses Urbanos de Burgos transportó a 13.978.470 viajeros. La línea con mayor número de usuarios fue la 1 (Avenida del Arlanzón-Gamonal), con algo menos de cuatro millones, lo que implica que algo más de un cuarto de viajes se efectúan en esa línea. Por otro lado, la segunda línea con más usuarios fue la 6 (Plaza de España- Polígono G-9), con 1,1 millones de viajeros.

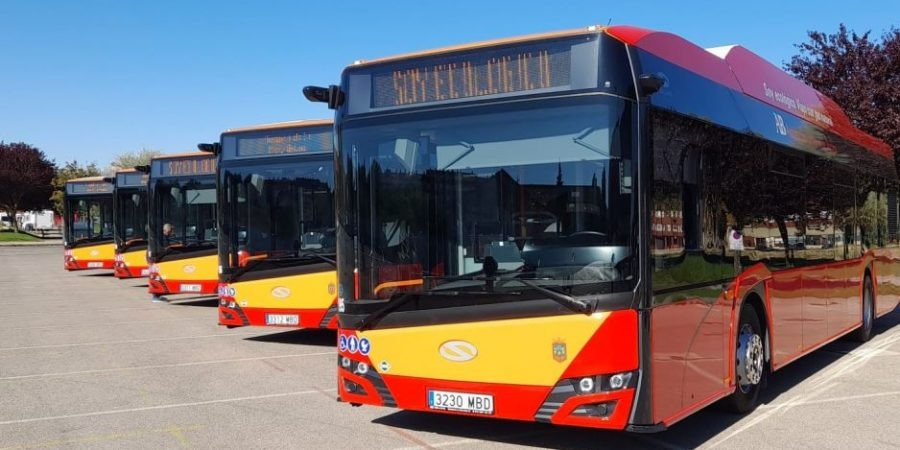
día de la presentación de los Solaris Urbino de CAF frente al coliseum burgos

En el año 2015, Autobuses Urbanos de Burgos adquiere 10 unidades del nuevo Mercedes Benz Citaro euro 6 con un contrato de renting a 13 años sin opción a compra, de 10 autobuses estándar, por este contrato se abonará 8,6 millones de euros. 
En noviembre de 2019 se planteó un nuevo mapa de líneas de autobuses urbanos de Burgos. Se reducen de 32 líneas a las actuales 23 líneas, ampliando el número de paradas y aumentando frecuencias en aquellas que era necesario para una mayor eficiencia. El mapa de la red se implantó el día 1 de enero de 2021, fusionando algunas líneas y prolongando otras ya existentes a nuevos.
Entre los años 2020 y 2022 se incorporaron a la flota los Solaris Urbino 12 GNC y Solaris Urbino 18 GNC 

## Flota
| n.º | Cantidad Motor                      | Carrocería            | Tipo       | Propulsión                | Serie            | Año de incorporación | Notas      |
| --- | ----------------------------------- | --------------------- | ---------- | ------------------------- | ---------------- | -------------------- | ---------- |
| 6   | Irisbus- IVECO Cityclass Cursor GNC | Castrosua City Versus | Estándar   | Gas Natural Comprimido    | 134-139          | 2006                 |            |
| 2   | Irisbus- IVECO Cityclass Cursor GNC | Noge Cittour          | Estándar   | Gas Natural Comprimido    | 140-141          | 2007                 |            |
| 16  | Mercedes-Benz O530 Euro 6           | Evobus Citaro C2      | Estándar   | Diésel                    | 157-166/ 173-178 | 2015/2017            | En renting |
| 11  | MAN A22 GNC                         | Castrosua City Versus | Estándar   | Gas Natural Comprimido    | 167-169/ 179-186 | 2017/2018            |            |
| 2   | Mercedes-Benz Sprinter              | Integralia In-Urban   | Microbús   | Diésel                    | 170-171          | 2017                 |            |
| 1   | Vectia Veris 12                     | Vectia                | Estándar   | Híbrido diésel- eléctrico | 172              | 2017                 |            |
| 14  | Mercedes-Benz O530 G Euro 6         | Evobus Citaro C2      | Articulado | Diésel                    | 212-225          | 2017                 | En renting |
| 2   | MAN A 22 GNC                        | Castrosua New City    | Estándar   | Gas Natural Comprimido    | 187-188          | 2019                 |            |
| 2   | MAN A 24 GNC                        | Castrosua New City    | Articulado | Gas Natural Comprimido    | 226-227          | 2019                 |            |
| 2   | Mercedes-Benz Sprinter              | Integralia In-Urban   | Microbús   | Diésel                    | 189-190          | 2019                 |            |
| 10  | Solaris Urbino 12 GNC               | Solaris Urbino        | Estándar   | Gas Natural Comprimido    | 191-200          | 2020/2022/2023       |            |
| 5   | Solaris Urbino 18 GNC               | Solaris Urbino        | Articulado | Gas Natural Comprimido    | 228-232          | 2020/2022/2023       |            |

## Líneas[7]
Diurnas (desde el 1 de enero de 2021)
| Línea  | Trayecto                                                                                                |
| ------ | --- |
| L1     | Avda. Arlanzón - Gamonal                                                                                |
| L2     | Carretera de Arcos - Hospital Universitario - Estación FF.CC.                                           |
| L3     | San Juan Bautista - Hospital Universitario - Vista Alegre                                               |
| L4     | Divino Vallés - Hospital Universitario - Ventilla - Castañares                                          |
| L5     | Barrio del Pilar - Universidad - Hospital Universitario - Vista Alegre                                  |
| L6     | Plaza de España - Ismael García Rámila                                                                  |
| L7     | Barrio del Pilar - Universidad - Vista Alegre                                                           |
| L8     | Gran Teatro - Villafría                                                                                 |
| L9     | Plaza de España - Parque Europa - Residencia de Cortes                                                  |
| L10    | Gran Teatro - Derechos Humanos                                                                          |
| L11    | Plaza de España - Villímar (por Polígono Docente)                                                       |
| L12    | Estación FF.CC. - Universidad - Barrio del Pilar                                                        |
| L13    | Gamonal - Universidad - Divino Vallés                                                                   |
| L14    | Plaza de España - Divino Vallés - Villatoro                                                             |
| L15    | Soportales de Antón - Centro histórico                                                                  |
| L16    | Carretera de Arcos - Derechos Humanos - Estación FF.CC. - Hospital Universitario                        |
| L17    | Plaza de España - Fuentes Blancas                                                                       |
| L18    | Plaza del Mío Cid - Fuentecillas                                                                        |
| L19    | Plaza del Mío Cid - Villagonzalo-Arenas - Polígono industrial Villalonquéjar - Barrio de Villalonquéjar |
| L20    | Plaza de España - Fuentes Blancas                                                                       |
| L21    | Plaza de España - Cortes                                                                                |
| L22 C1 | Hospital Universitario - Bulevar - Universidad (Sentido horario)                                        |
| L22 C2 | Universidad - Bulevar - Hospital Universitario (Sentido antihorario)                                    |
| L23    | Plaza de España - Estación FF.CC. (por avenida de Castilla y León)                                      |

Nocturnas (desde el 1 de enero de 2021)
Hay dos líneas que funcionan por la noche los fines de semana, durante el periodo lectivo, denominadas búho.
- Carretera de Arcos - Villímar
- Avenida del Arlanzón - Gamonal

Especiales (desde el 1 de enero de 2021)
Hay dos líneas especiales: una comunica el barrio de Gamonal con el polígono industrial de Villalonquéjar (73), y otra que comunica el cementerio con la Cartuja (89)
Además durante los sampedros de 2022 se añadieron 2 líneas que servían de lanzadera hacia las barracas: barracas - Gamonal (89) y barracas - Plaza de España (88)

## Número de usuarios durante 2022
| n.º | línea | línea | Trayecto                                                               |
| --- | ----- | ----- | ---------------------------------------------------------------------- |
| 1º  | L1    | L1    | Avda. Arlanzón - Gamonal                                               |
| 2º  | L5    | L5    | Barrio del Pilar - Universidad - Hospital Universitario - Vista Alegre |
| 3º  | L3    | L3    | San Juan Bautista - Hospital Universitario - Vista Alegre              |
| 4º  | L2    | L2    | Carretera de Arcos - Hospital Universitario - Estación FF.CC.          |
| 5º  | L6    | L6    | Plaza de España - Ismael García Rámila                                 |
| 7º  | L11   | L11   | Plaza de España - Villímar (por Polígono Docente)                      |
| 8º  | C1    | C2    | Hospital Universitario - Bulevar - Universidad                         |
| 9º  | L18   | L18   | Plaza del Mío Cid - Fuentecillas                                       |
| 10º | L8    | L8    | Gran Teatro - Villafría                                                |